# Jean-François Rameau
Pour les articles homonymes, voir Rameau.
Jean-François Rameau, né le 30 janvier 1716 à Dijon et mort le 7 février 1777 à Armentières, est un organiste et compositeur français.

## Biographie
Né le 30 janvier 1716 à Dijon, il est baptisé le lendemain en l'église Saint-Michel, dont son père est l'organiste.
Premier fils de Claude Rameau et de son épouse Marguerite Rondelet, il est le neveu du compositeur Jean-Philippe Rameau. Il se maria en 1757 à Saint-Séverin avec Ursule-Nicole Félix-Fruchet, fille d'un tailleur, qui mourut vers 1760 ou 1761 ainsi que l'enfant qu'elle avait eu de Rameau.
C'est un personnage étrange, à la carrière chaotique, qui a fourni à Denis Diderot la figure de son livre Le Neveu de Rameau, fort probablement après un entretien réel. En 1766, il composa le poème la Raméide, qui raconte son histoire. Selon Jacques Cazotte, « il distribua (ce poème) dans tous les cafés ; mais personne ne l’alla chercher chez l’imprimeur. »
Dans son Tableau de Paris, Louis-Sébastien Mercier en trace un portrait assez en accord avec celui de Diderot.